# Sopnić
Sapniq en albanais et Sopnić en serbe latin (en serbe cyrillique : Сопнић) est une localité du Kosovo située dans la commune/municipalité de Rahovec/Orahovac et dans le district de Prizren/Prizren. Selon le recensement kosovar de 2011, elle compte 996 habitants, dont une majorité d'Albanais.
Selon le découpage administratif du Kosovo, la localité fait partie du district de Gjakovë/Đakovica.

## Démographie

### Évolution historique de la population dans la localité
| 1948 | 1953 | 1961 | 1971 | 1981 | 1991 | 2011 |
| ---- | ---- | ---- | ---- | ---- | ---- | ---- |
| 318  | 369  | 445  | 553  | 780  | 946  | 996  |

|  |